# Girlstuff, Boystuff
Girlstuff, Boystuff is een Canadese Engelstalige animatieserie uit 2002, geregisseerd door Joanne Boreham en met de stemmen van Will Seatle Bowes en Amos Crawley. De serie wordt sinds 2005 à 2006 in Nederland uitgezonden op kinderzender Nickelodeon.

## Personages
- Hanna: Een ijdeltuit die alleen maar denkt aan mode, make-up en jongens.
- Reanne: Een meisje dat opkomt voor het milieu en de dieren.
- Talia: Een meisje dat bijna alles van de zonnige kant bekijkt.
- Jason: Een jongen waar alle meisjes verliefd op worden.
- Ben: Een jongen die denkt dat iedereen verliefd op hem is terwijl ze hem uitlachen.
- Simon: Een jongen die alleen maar denkt aan computeren en junkfood.